# Leutkirch (stacja kolejowa)
Leutkirch (niem.: Bahnhof Leutkirch) – stacja kolejowa w Leutkirch im Allgäu, w kraju związkowym Badenia-Wirtembergia, w Niemczech. Według DB Station&Service ma kategorię 5. Stacja znajduje się w Bodensee-Oberschwaben Verkehrsverbund (bodo) i należy do strefy taryfowej 68. Adres stacji to Bahnhof 1.
Stacja została otwarta 1 września 1872 jako stacja końcowa Württembergische Allgäubahn. W dniu 14 sierpnia 1874, Wraz z otwarciem linii kolejowej z Leutkirch do Isny, stała się stacją tranzytową. Przed otwarciem linii kolejowej do Memmingen 2 października 1889 wybudowano obecny budynek dworca; stacja stała się stacją węzłową.

## Linie kolejowe
- Linia Leutkirch – Memmingen
- Linia Aulendorf – Leutkirch
- Linia Leutkirch – Isny

## Połączenia
| Rodzaj pociągu | Trasa | Takt                |
| -------------- | --- | ------------------- |
| RE             | München – Geltendorf – Kaufering – Buchloe – Türkheim – Memmingen – Leutkirch – Kißlegg – Hergatz – Lindau | jedna para pociągów |
| RB             | (Tübingen – Sigmaringen –) Aulendorf – Kißlegg – Leutkirch – Memmingen – Illertissen – Neu-Ulm – Ulm       | co dwie godziny     |
| RB             | (Friedrichshafen – Lindau – Wangen –) Kißlegg – Leutkirch (– Aichstetten – Memmingen)                      | pojedyncze pociągi  |